# 487761 Frankbrandner
487761 Frankbrandner este o planetă minoră (asteroid) din centura de asteroizi. A fost descoperită pe 26 octombrie 2011 la Haleakalā Observatory⁠(d) de Pan-STARRS1⁠(d). 
Obiectul prezintă o orbită caracterizată de o semiaxă mare de 2,6850648816551 UAi, o excentricitate de 0,034474332098448, o înclinație de 3,0540356745834 ° în raport cu ecliptica.